# Morcenx
Morcenx [mɔʁ.sɛ̃ŋs] est une ancienne commune du Sud-Ouest de la France, située dans le département des Landes (région Nouvelle-Aquitaine). Depuis le 1er janvier 2019, elle est le chef-lieu de la commune nouvelle de Morcenx-la-Nouvelle.

## Géographie

### Localisation
Commune du Brassenx située sur le Bez.
Accès par l'autoroute A63, sortie 14 Onesse-et-Laharie.

### Communes limitrophes
|                                                    | Solférino       | Sabres, Arengosse              |
| Sindères (Morcenx-la-Nouvelle, par un quadripoint) | Morcenx         | Arjuzanx (Morcenx-la-Nouvelle) |
| Garrosse (Morcenx-la-Nouvelle)                     | Rion-des-Landes | Villenave (par un quadripoint) |

### Hydrographie
Le ruisseau de la Craste, affluent gauche du Bez, traverse les terres de la commune.

## Histoire
Le nom de « Morcenx » paraît formé sur Mauritius, nom d’origine gallo-romaine, et du suffixe enx, ayant un sens d’appartenance ou d’origine. Le site de Morcenx, bordé par le Bez et ses affluents, semble avoir été occupé dès la Préhistoire. On y a trouvé des pointes de flèches en silex, du mobilier domestique, et une urne cinéraire datant du 1er âge du Fer.
L’église « sanctus Petrus de Morcencz » est citée dans le Liber rubeus au XIIe siècle. Morcenx faisait partie au Moyen Âge, de la baronnie du Brassenx, Jean de Morsanx, jurat, était présent à la maison commune d’Arjuzanx, lors de la prise de possession du Brassenx par Arnaud-Amanieu d'Albret le 14 mars 1361. Vers 1437, l’Ordre des Hospitaliers de Saint-Jean-de-Jérusalem, sous l’autorité d’un commandeur (ou commanday), possédait des terres dans le quartier de Cornalis, alors très important. Une chapelle dédiée à saint Michel y était implantée et demeurera jusqu’à la Révolution. La fontaine Saint-Jean située à côté avait le don de soulager les rhumatismes. À la fin du XIXe siècle, la lande de Cornalis était le lieu de rassemblement des troupeaux autour de la Crous de Couraou (croix de bénédiction du bétail, immortalisée par Félix Arnaudin).
Le château de Moré était le siège d’une caverie. Il présente un réel intérêt historique. Son architecture, riche d'une fenêtre à meneaux, ressemble à l'ancien château de Dax, aujourd'hui disparu au profit de l'hôtel Splendid. Jean Duvignac, juge royal et avocat au parlement de Bordeaux, était seigneur de Mauré, en 1653. Cette petite seigneurie est ensuite la propriété de Jean Luxcey, notaire royal en 1765. C’est lui qui rédigera le « cahier de doléances » de Morcenx en 1789.
Quatre moulins hydrauliques étaient installés sur le Bez et ses affluents : le moulin de Johandieu ou « molle de Lagoffun » à Cornalis, le plus ancien attesté dès 1553, celui de Canlorbe, du Batan et le moulin de Moureu.
Une partie des terres de la commune est achetée par Napoléon III pour constituer son domaine impérial de Solférino, qui devient une commune à part entière en 1863.
L’arrivée du chemin de fer avec la mise en service de la gare de Morcenx dès le 12 novembre 1854, va donner naissance au quartier de la Gare qui supplantera le Bourg en 1886, devenant même chef-lieu de canton le 31 mars 1888. Une nouvelle église y est édifiée et consacrée en 1893. La ville connaît alors un véritable essor économique conforté en 1960 par la construction d’une centrale thermique EDF, utilisant le lignite du sous-sol comme combustible. Après sa fermeture en 1992, Morcenx a su réorienter ses activités, demeurant ainsi le pôle industriel du pays Morcenais.
C’est à Morcenx que naquirent la grande tragédienne Cora Laparcerie (1875-1951), et le sculpteur-statuaire Alexandre Callède (1899-1980). On admirera le monument aux morts réalisé par le célèbre sculpteur landais Robert Wlérick.
Le 1er janvier 2019, la commune fusionne avec Arjuzanx, Garrosse et Sindères pour former la commune nouvelle de Morcenx-la-Nouvelle dont la création est actée par un arrêté préfectoral du 16 novembre 2018.

### Héraldique
| Blason | Blasonnement : D'argent aux cinq tires de neuf triangles de sinople en chef, à la pomme de pin accostée de deux écureuils assis adossés, le tout au naturel brochant, soutenu d'un pot de résine de gueules brochant sur un listel d'azur |

## Démographie
| 1793 | 1800 | 1806 | 1821 | 1831 | 1836 | 1841 | 1846 | 1851 |
| ---- | ---- | ---- | ---- | ---- | ---- | ---- | ---- | ---- |
| 645  | 567  | 678  | 714  | 811  | 794  | 795  | 902  | 919  |

| 1856  | 1861  | 1866  | 1872  | 1876  | 1881  | 1886  | 1891  | 1896  |
| ----- | ----- | ----- | ----- | ----- | ----- | ----- | ----- | ----- |
| 1 221 | 1 321 | 1 595 | 1 718 | 2 087 | 2 049 | 2 045 | 2 193 | 2 252 |

| 1901  | 1906  | 1911  | 1921  | 1926  | 1931  | 1936  | 1946  | 1954  |
| ----- | ----- | ----- | ----- | ----- | ----- | ----- | ----- | ----- |
| 2 230 | 2 373 | 2 663 | 2 768 | 2 921 | 3 208 | 3 004 | 3 033 | 3 013 |

| 1962  | 1968  | 1975  | 1982  | 1990  | 1999  | 2006  | 2008  | 2013  |
| ----- | ----- | ----- | ----- | ----- | ----- | ----- | ----- | ----- |
| 4 166 | 5 305 | 5 690 | 5 406 | 4 332 | 4 383 | 4 573 | 4 600 | 4 447 |

| 2016  | - | - | - | - | - | - | - | - |
| ----- | - | - | - | - | - | - | - | - |
| 4 397 | - | - | - | - | - | - | - | - |

## Jumelages
Morcenx est jumelé avec la commune de Hégenheim (Haut-Rhin - Alsace) depuis 1980. Le lien entre ces deux communes provient de l'évacuation des habitants de Hégenheim vers les Landes pendant la Seconde Guerre mondiale.

## Économie
On y trouve l'usine de vitrification d'amiante INERTAM ainsi qu'une unité de production de panneaux de fibres à densité moyenne qui est leader en Europe dans son domaine sous le nom de produit Mediland (société Finsa France).
La gare de Morcenx est d'une taille importante par rapport à la taille de la ville. Elle se situe sur la ligne Bordeaux - Irun entre  Bordeaux-Dax avec une bifurcation vers Mont-de-Marsan.
La ville de Morcenx a commencé en 2002 l'établissement d'un réseau de fourreau à l'occasion de travaux divers, ce qui va permettre d'avoir la fibre optique via un opérateur et cela sans véritable coût pour la commune.

## Lieux et monuments

### Voies
| 224 odonymes recensés à Morcenx au 17 janvier 2014 | 224 odonymes recensés à Morcenx au 17 janvier 2014 | 224 odonymes recensés à Morcenx au 17 janvier 2014 | 224 odonymes recensés à Morcenx au 17 janvier 2014 | 224 odonymes recensés à Morcenx au 17 janvier 2014 | 224 odonymes recensés à Morcenx au 17 janvier 2014 | 224 odonymes recensés à Morcenx au 17 janvier 2014 | 224 odonymes recensés à Morcenx au 17 janvier 2014 | 224 odonymes recensés à Morcenx au 17 janvier 2014 | 224 odonymes recensés à Morcenx au 17 janvier 2014 | 224 odonymes recensés à Morcenx au 17 janvier 2014 | 224 odonymes recensés à Morcenx au 17 janvier 2014 | 224 odonymes recensés à Morcenx au 17 janvier 2014 | 224 odonymes recensés à Morcenx au 17 janvier 2014 | 224 odonymes recensés à Morcenx au 17 janvier 2014 | 224 odonymes recensés à Morcenx au 17 janvier 2014 |
| Allée                                              | Avenue                                             | Bld                                                | Chemin                                             | Cité                                               | Impasse                                            | Passage                                            | Place                                              | Pont                                               | Rd-point                                           | Route                                              | Rue                                                | Square                                             | Villa                                              | Autres                                             | Total                                              |
| -------------------------------------------------- | -------------------------------------------------- | -------------------------------------------------- | -------------------------------------------------- | -------------------------------------------------- | -------------------------------------------------- | -------------------------------------------------- | -------------------------------------------------- | -------------------------------------------------- | -------------------------------------------------- | -------------------------------------------------- | -------------------------------------------------- | -------------------------------------------------- | -------------------------------------------------- | -------------------------------------------------- | -------------------------------------------------- |
| 1                                                  | 8                                                  | 2                                                  | 15                                                 | 3                                                  | 25                                                 | 1                                                  | 9                                                  | 9                                                  | 0                                                  | 19                                                 | 85                                                 | 3                                                  | 0                                                  | 44                                                 | 224                                                |
| Notes « N »                                        | Notes « N »                                        | 1. 2. 3. 4. 5. 6. 7. 8. 9. 10.                     | 1. 2. 3. 4. 5. 6. 7. 8. 9. 10.                     | 1. 2. 3. 4. 5. 6. 7. 8. 9. 10.                     | 1. 2. 3. 4. 5. 6. 7. 8. 9. 10.                     | 1. 2. 3. 4. 5. 6. 7. 8. 9. 10.                     | 1. 2. 3. 4. 5. 6. 7. 8. 9. 10.                     | 1. 2. 3. 4. 5. 6. 7. 8. 9. 10.                     | 1. 2. 3. 4. 5. 6. 7. 8. 9. 10.                     | 1. 2. 3. 4. 5. 6. 7. 8. 9. 10.                     | 1. 2. 3. 4. 5. 6. 7. 8. 9. 10.                     | 1. 2. 3. 4. 5. 6. 7. 8. 9. 10.                     | 1. 2. 3. 4. 5. 6. 7. 8. 9. 10.                     | 1. 2. 3. 4. 5. 6. 7. 8. 9. 10.                     | 1. 2. 3. 4. 5. 6. 7. 8. 9. 10.                     |
| Sources : rue-ville.info & OpenStreetMap           |                                                    |                                                    |                                                    |                                                    |                                                    |                                                    |                                                    |                                                    |                                                    |                                                    |                                                    |                                                    |                                                    |                                                    |                                                    |

### Édifices et sites
- Les Arènes de Morcenx : bâties en bois, elles datent de 1930.
- Le Monument aux morts : réalisé par le sculpteur landais Robert Wlérick.
- Le Château de Moré : bâtisse campagnarde remarquable par sa tour d'angle au toit aplati.
- Le Château d'Agès.
- L'Église Saint-Pierre de Morcenx, au bourg.
- L'Église Saint-Vincent-de-Paul de Morcenx-Gare, datant du XIXe siècle.
- Le Site d'Arjuzanx.
- Le Complexe municipal : 1939 et suivants ; architecte montois Franck Bonnefous ; implanté en symétrie de part et d’autre d’une place ; au nord, principalement le cinéma et la mairie, et au sud la salle Jean-Jaurès et la poste; bas-reliefs du sculpteur Lucien Langlade, illustrent la vie dans les Landes

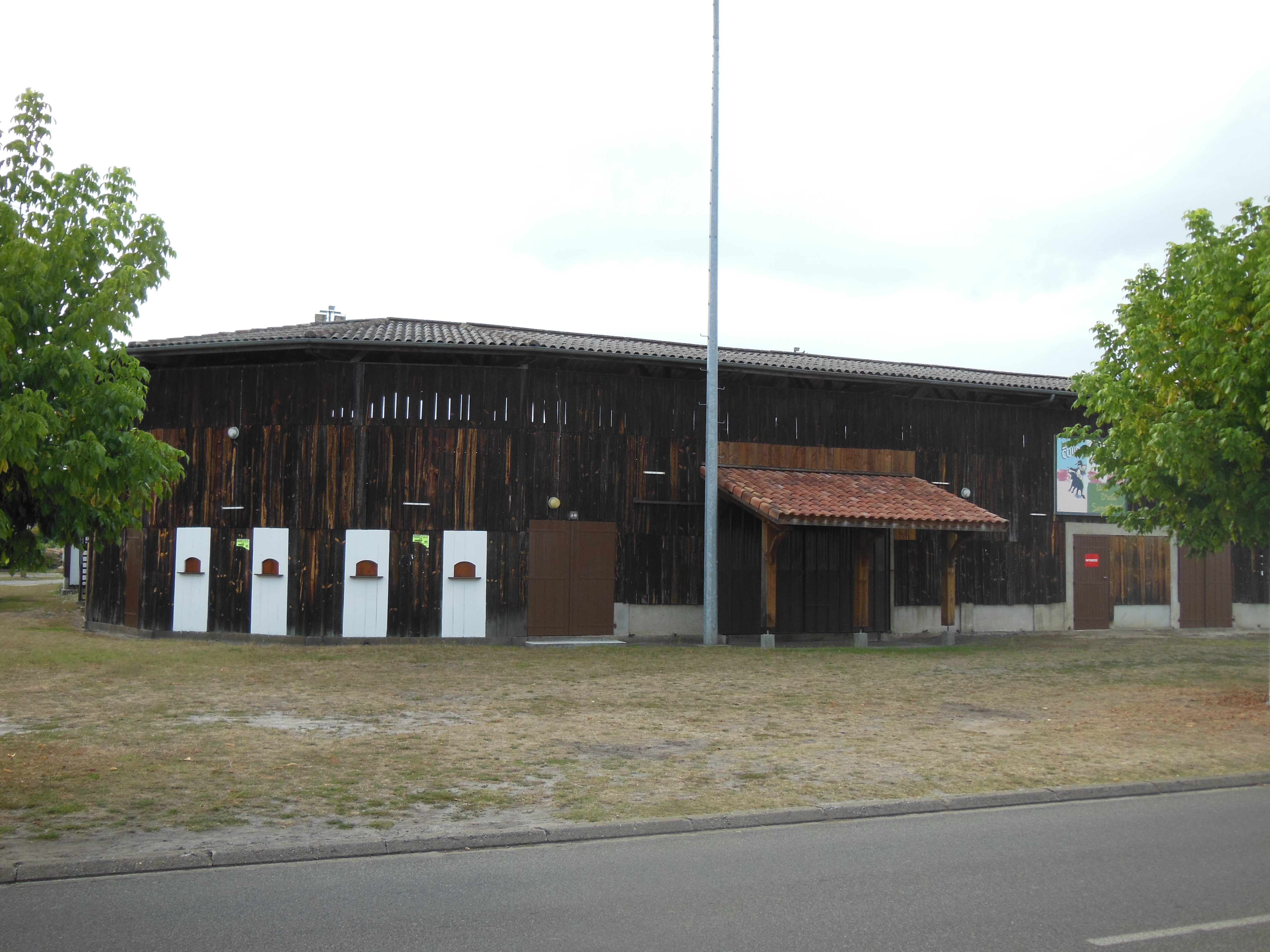
Arènes en bois de Morcenx.
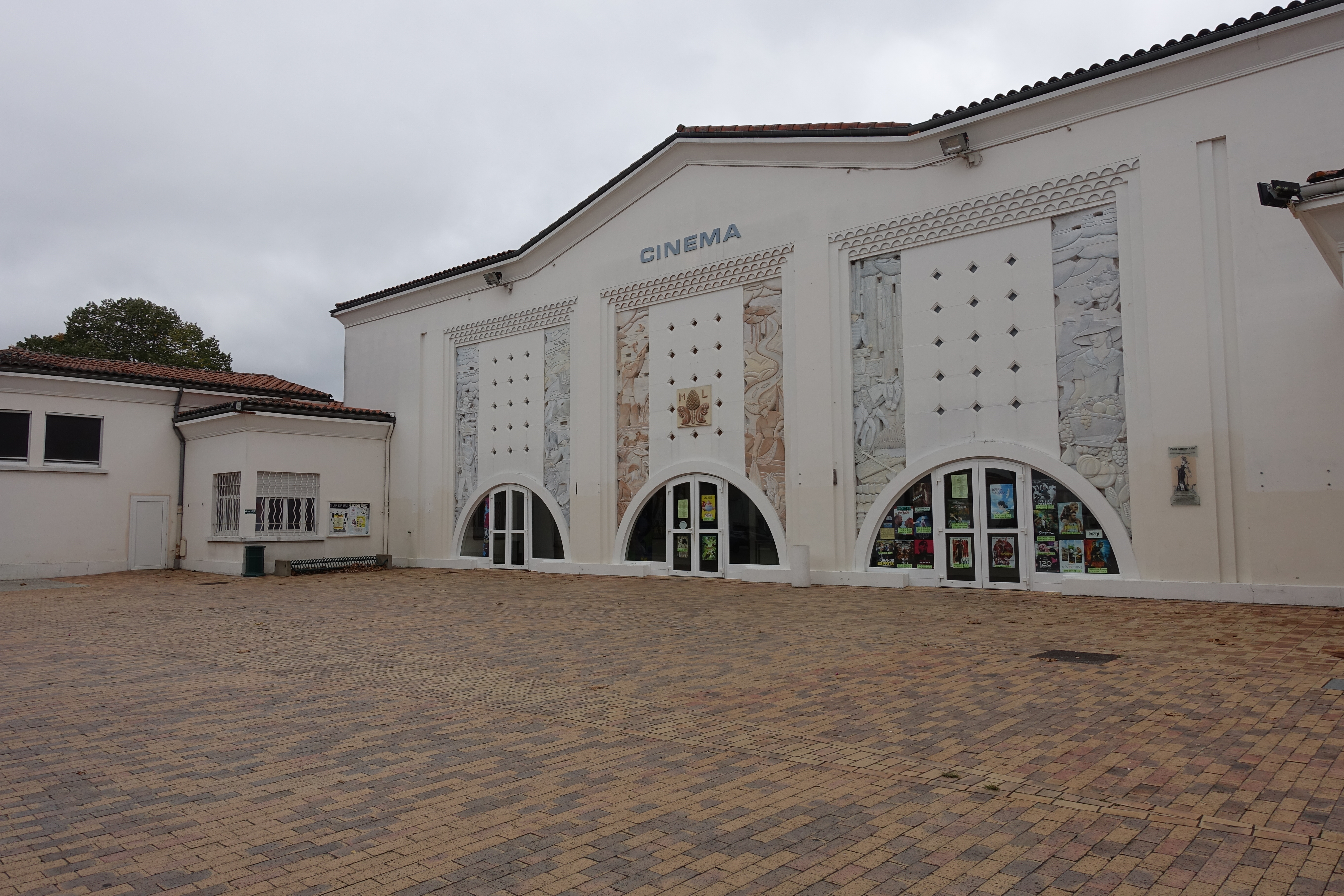
Complexe municipal - cinéma
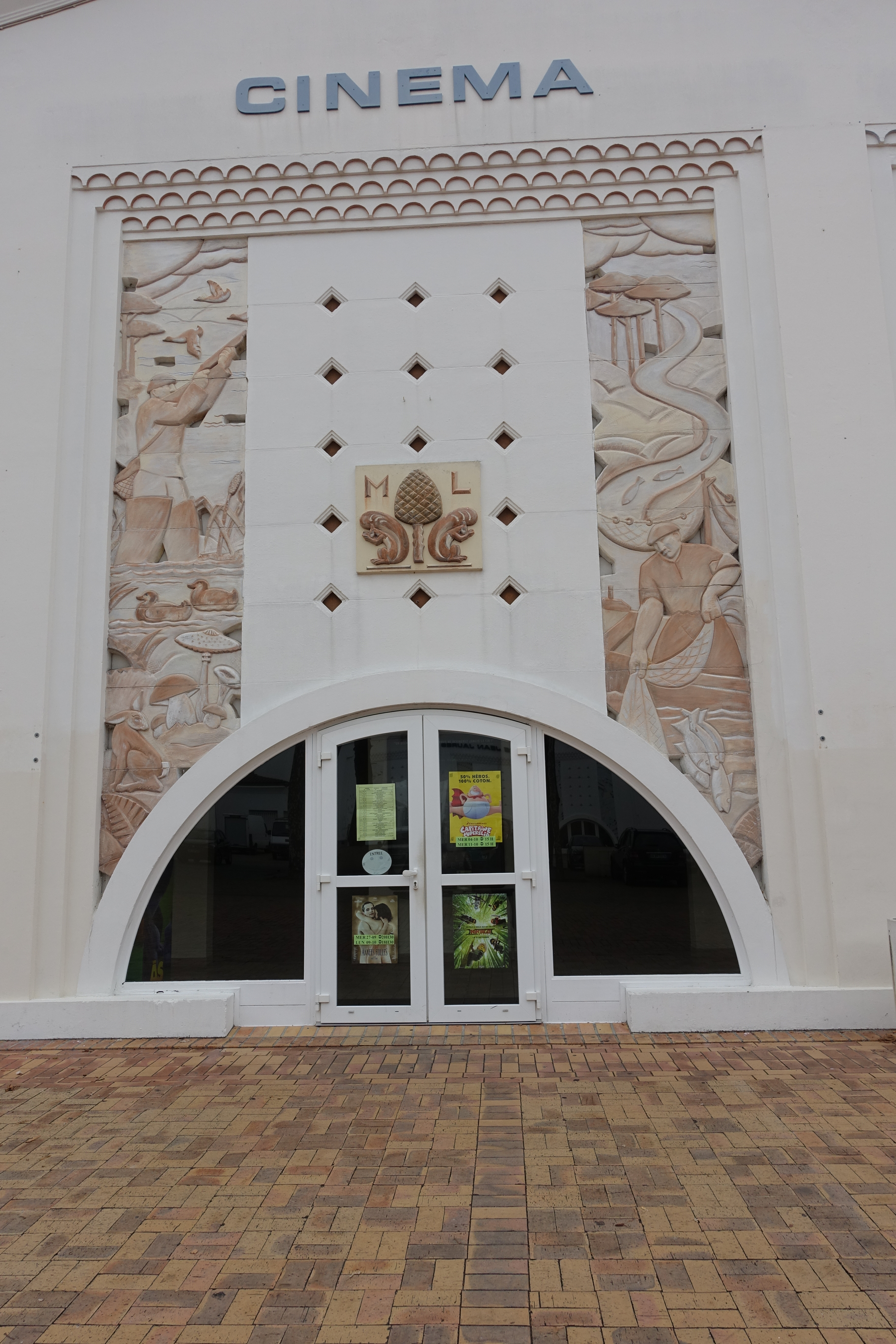
Bas-reliefs
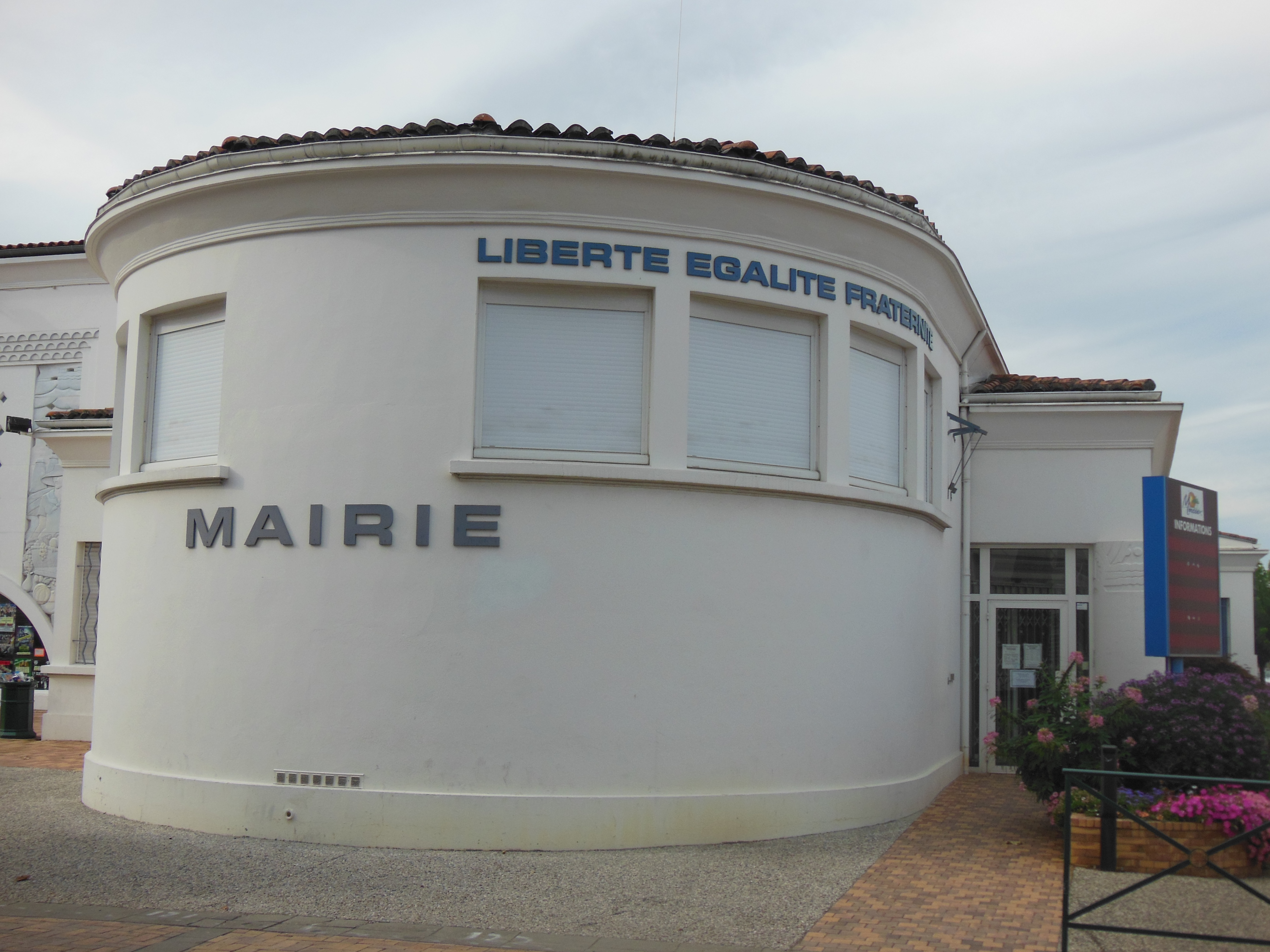
Mairie de Morcenx.
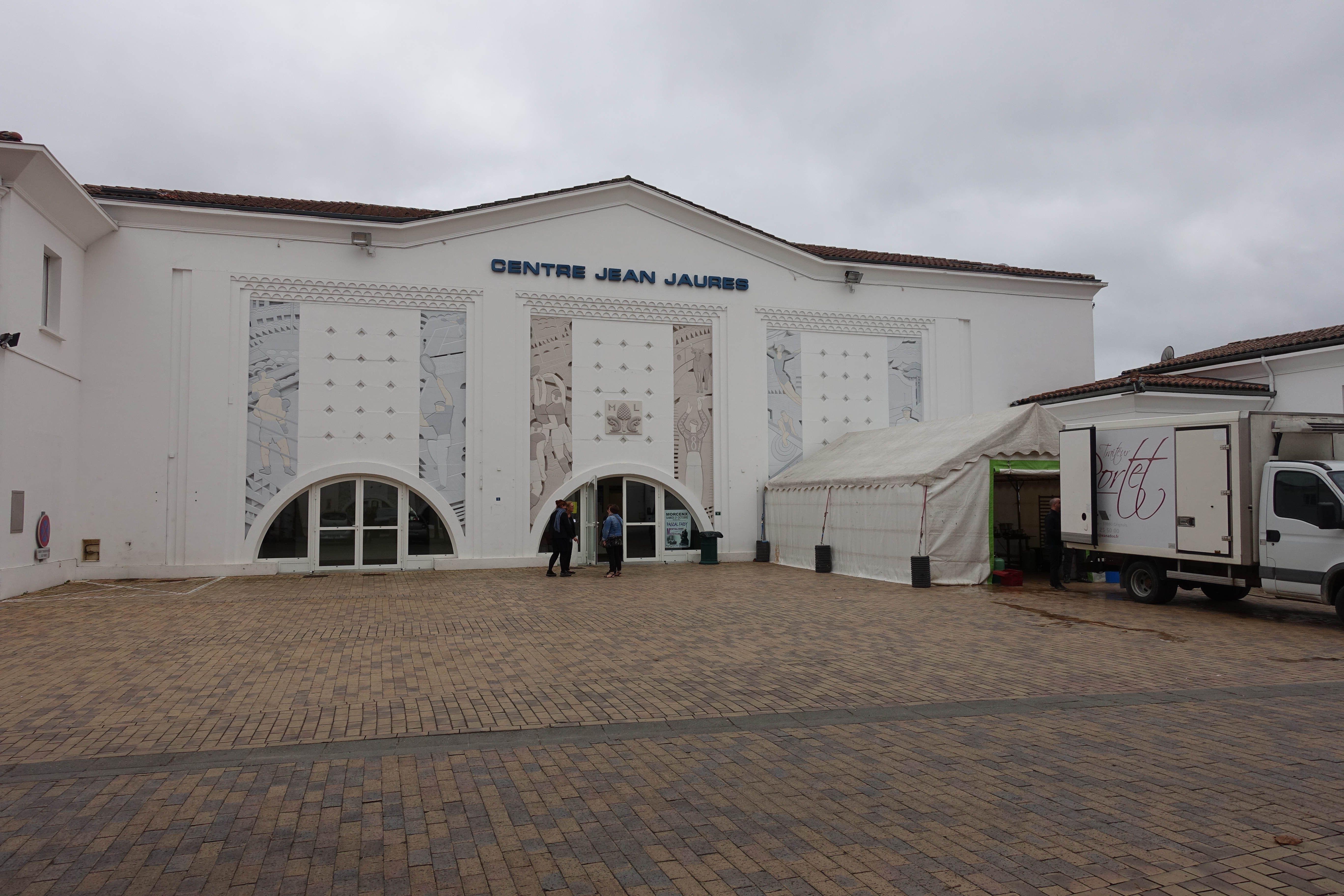
Complexe municipal - salle Jean-Jaurès
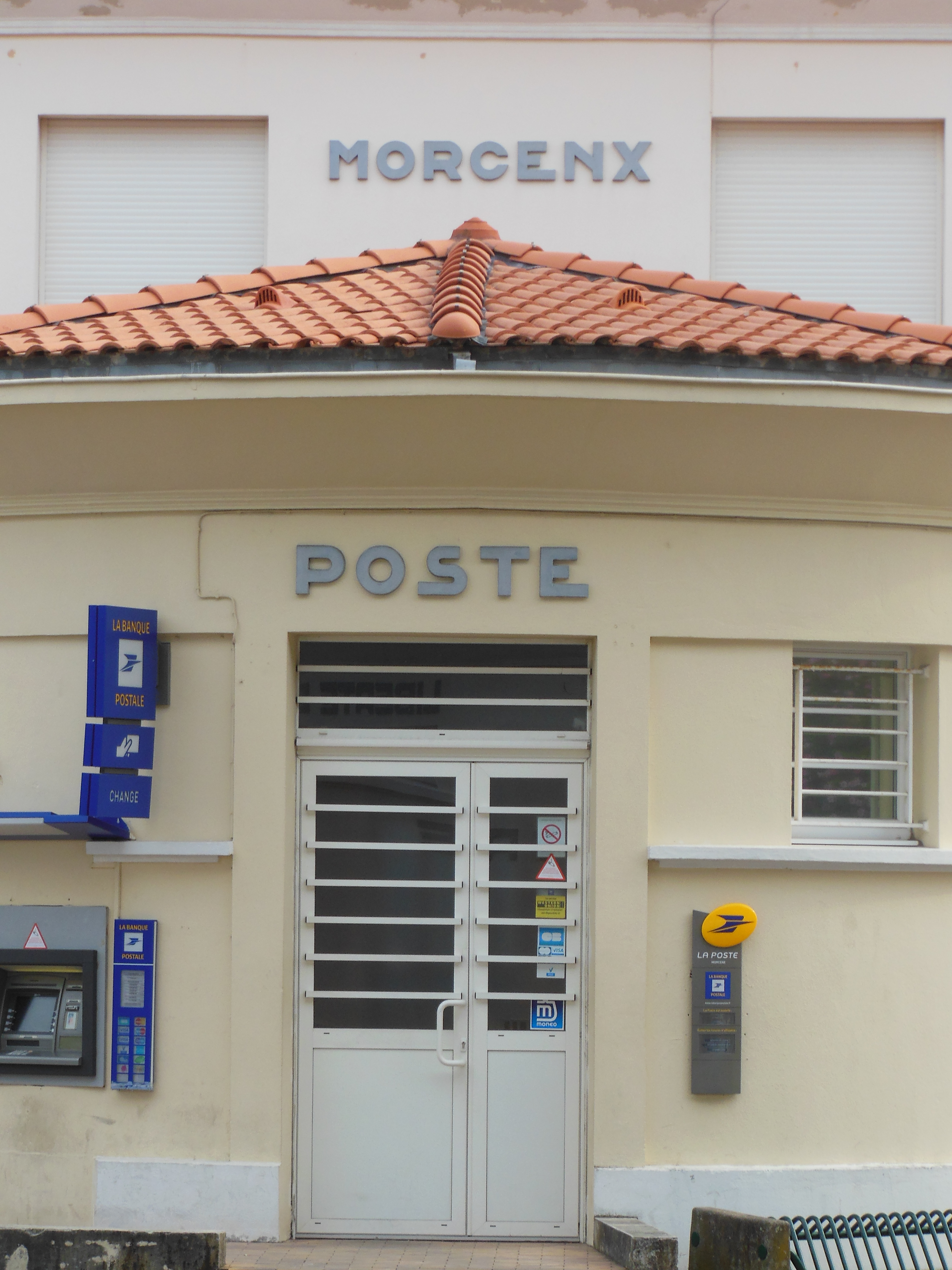
Bureau de poste de Morcenx.
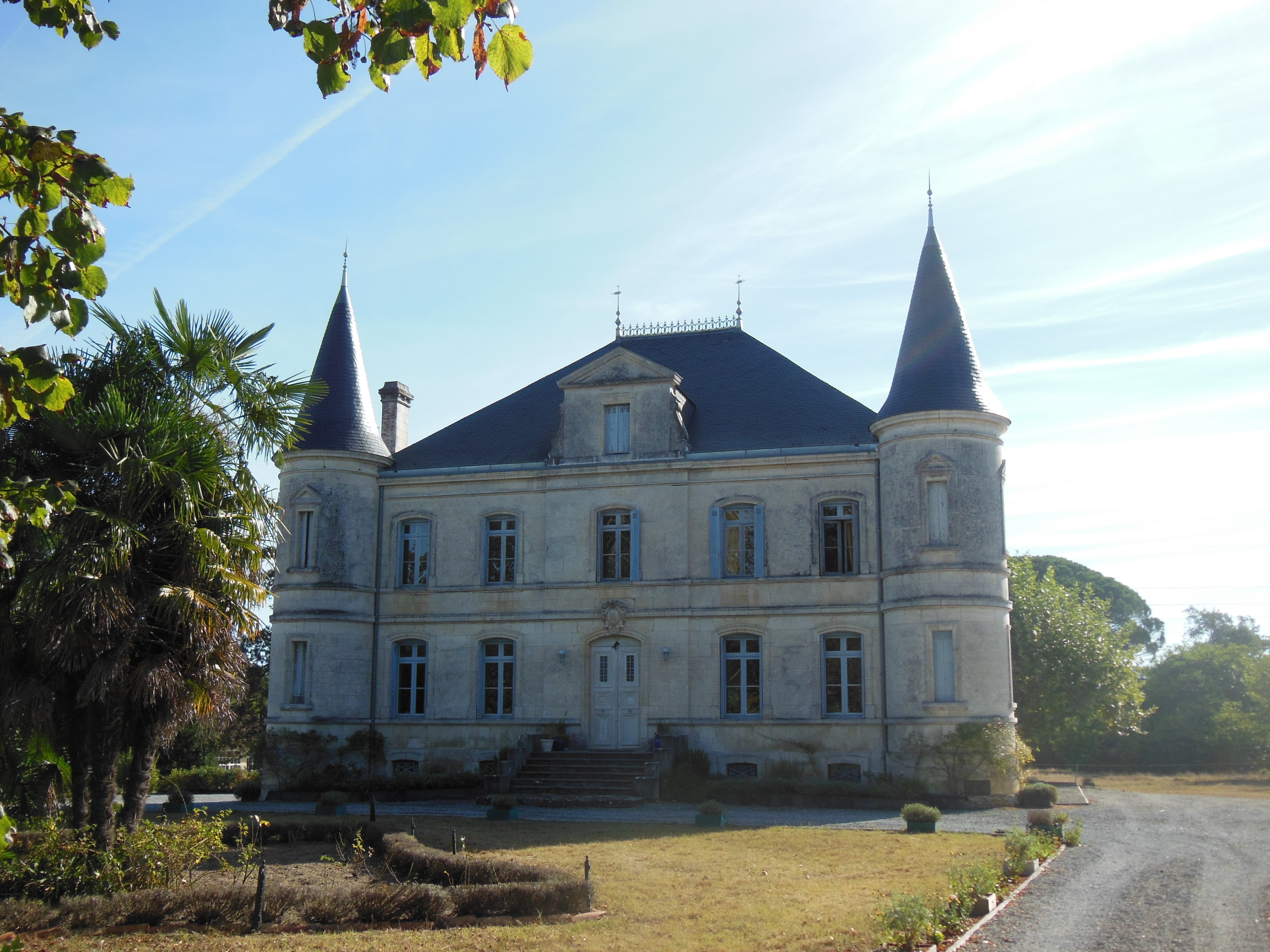
Château d'Agès.
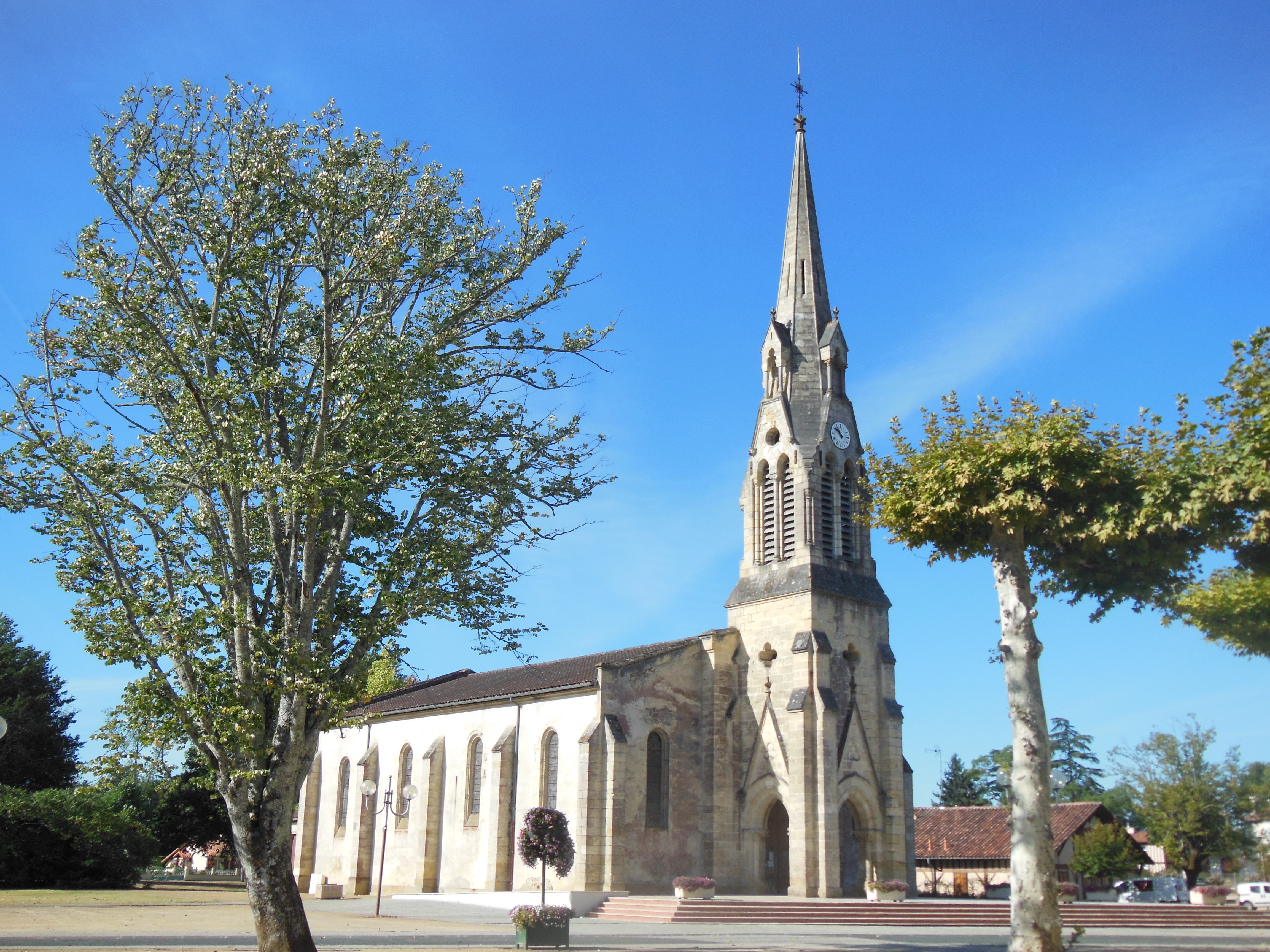
Église Saint-Pierre du bourg.

## Personnalités liées à la commune
- La tragédienne Cora Laparcerie (1875-1951).
- Le sculpteur-statuaire Alexandre Callède (1899-1980).
- Pierre Veys scénariste.

## Vie pratique

### Culture
- L'école de Musique de Morcenx.
- L'Harmonie La Cigale de Morcenx[10] a été fondée en 1882. Pendant longtemps, elle ne comportait qu'une harmonie et une école de musique qui assurait le renouvellement des musiciens. En 1950, elle est devenue municipale. Comptant une soixantaine de musiciens elle se produit en France comme à l'étranger.
- La Banda Los Alegrios[11] a vu le jour en 1992. Forte d'une quarantaine de musiciens elle anime les fêtes de Morcenx et de bien d'autres villes du Sud-Ouest.

#### Les principales associations morcenaises
- Le CAM (Club Amical Morcenais), qui regroupe l'ensemble des clubs sportifs de Morcenx.
- Le Comité des fêtes de Morcenx, qui participe à l'organisation de la plupart des manifestations culturelles.
- Le groupe folklorique "Lous Cigalouns de Mourseuns", fondé en 1946. Il perpétue et fait connaître les danses traditionnelles landaises, et plus particulièrement les danses sur échasses.

#### Les rendez-vous morcenais
- Le Festival des Arts de la Rue: "Festirues", qui se déroule à la fin du mois d'avril chaque année, créé en 2000.
- Les Fêtes patronales, qui ont lieu le 3e week-end du mois de juin, du vendredi au lundi soir.
- Le festival de la Magie: "Plein Les Yeux", qui se déroule tous les deux ans au mois d'octobre.
- Le festival Folklorique de la Haute Lande, festival international qui se déroule tous les deux ans en juillet (les années impaires).

### Activités sportives
Le club de rugby est champion de Côte d'Argent de deuxième série en 1931 après une victoire 3-0 contre le Stade montois.
Le club évolue ensuite en deuxième division dans les années 1960 et au début des années 1970.
En 1970, il manque de justesse la montée en première division, battu 11-9 par Montchanin lors du match de la montée.